# Sara Groenewegen
Sara Groenewegen, née le 12 avril 1995 à White Rock, est une joueuse canadienne de softball.

## Carrière
Avec l'équipe du Canada, elle remporte la médaille de bronze du Softball aux Jeux olympiques d'été de 2020 à Tokyo.